# Achim Wichert

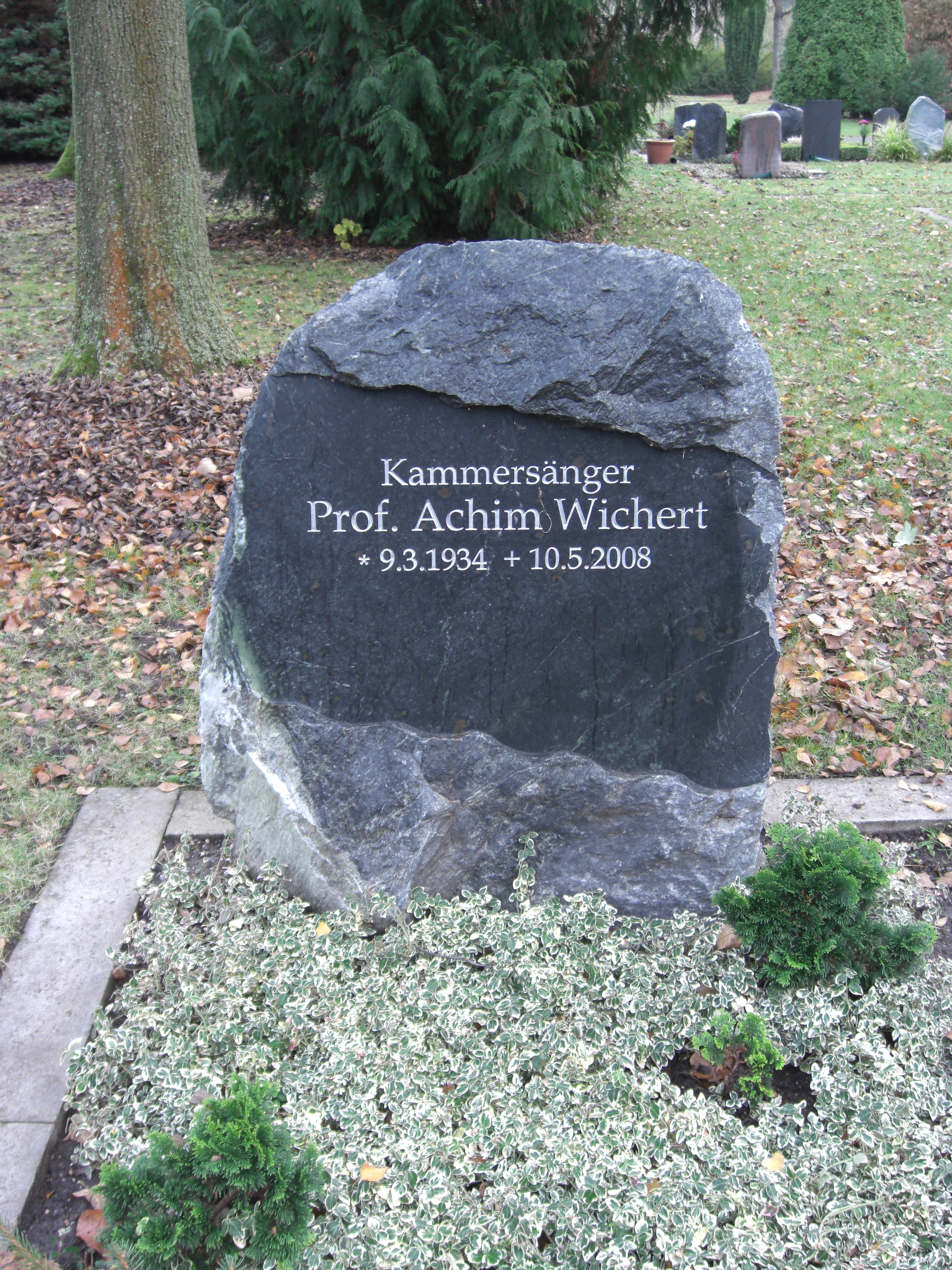
Grab von Achim Wichert auf dem Leipziger Südfriedhof

Achim Wichert (* 9. März 1934 in Leipzig; † 10. Mai 2008) war ein deutscher Opernsänger (Bariton) und Professor für Gesang an der Hochschule für Musik und Theater „Felix Mendelssohn Bartholdy“ Leipzig.

## Leben
Wichert studierte an der Leipziger Musikhochschule und verpflichtete sich anschließend in Quedlinburg und Halberstadt, bevor er 1961 an das „Kleine Haus“ (die heutige „Musikalische Komödie“) in Leipzig kam. Im Jahr 1974 übernahm er eine Rolle im DEFA-Film Orpheus in der Unterwelt.
Achim Wichert sang am Opernhaus Leipzig eine Vielzahl bedeutender Baritonpartien. Er war zum Beispiel gefeierter Figaro im Barbier von Sevilla und sang die Rollen des Rigoletto und des Grafen Liebenau.
Wichert wurde am 7. Oktober 1984 der Titel Kammersänger verliehen.